# 柴田一樹
柴田 一樹（しばた かずき、1998年6月28日 - ）は、日本の男子バドミントン選手。

## 経歴
2022年の日本ランキングサーキット大会では、緒方友哉とのペアで、遠藤彩斗 / 武井優太らを破り準優勝。
2023年から男子ダブルスでは山田尚輝とペアを組む。
同年の全日本社会人選手権では、西田陽耶 / 目崎駿太郎や金子真大 / 大田隼也らを破り優勝。
2024年の全日本総合選手権の混合ダブルスで篠谷菜留とのペアで出場し、当時世界ランク15位の緑川大輝 / 齋藤夏らを破り優勝。